# Maximilien Luce
Maximilien Luce (Parijs, 13 maart 1858 - aldaar, 6 februari 1941) was een Frans kunstschilder, lithograaf en anarchist.
Luce behoorde met Paul Signac tot de grondleggers van het neo-impressionisme en werd vooral bekend door zijn werk in de stijl van het pointillisme. Na de eeuwwisseling ging Luce in een meer impressionistische stijl werken en liet hij het pointillisme los. Hij schilderde vervolgens landschappen, bloemstillevens en voorstellingen met baders.

## Leven
Hij groeide op in een arbeidersmilieu in Montparnasse en vervaardigde vele werken met stedelijke taferelen en werkende mensen. Tijdens de Eerste Wereldoorlog bracht hij ook de verschrikkingen daarvan in beeld. In 1921 vestigde hij zich in Rolleboise aan de Seine.
Luce was bevriend met onder anderen Camille Pissarro, Georges Seurat, Theo Van Rysselberghe en Louis Valtat.
In 1885 sloot hij zich aan bij de Groupe de Lagny, samen met Leo Gausson, Cavallo-Péduzzi en Lucien Pissarro. Vanaf 1887 exposeerde hij regelmatig op tentoonstellingen van de Société des Artistes Indépendants. In 1935 werd hij voorzitter van deze kunstenaarsvereniging.

## Werk
Het post-impressionistisch werk van Luce behoort tot de collecties van musea als het Musée d’Orsay, het museum van Giverny en het Metropolitan Museum. In 1971 schonk zijn zoon Frédéric Luce een grote collectie van bijna 350 werken (schilderijen, tekeningen, litho's, keramiek) aan het Musée de l’Hôtel-Dieu in Mantes-la-Jolie nabij Parijs.

### Galerij

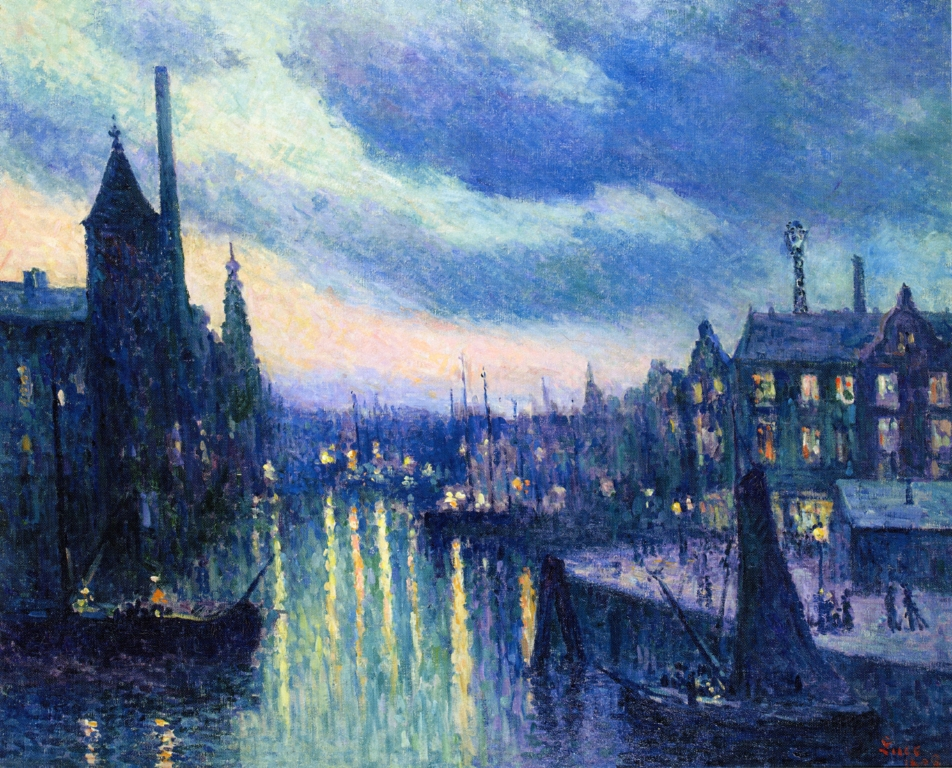
De haven van Rotterdam, avond, 1908
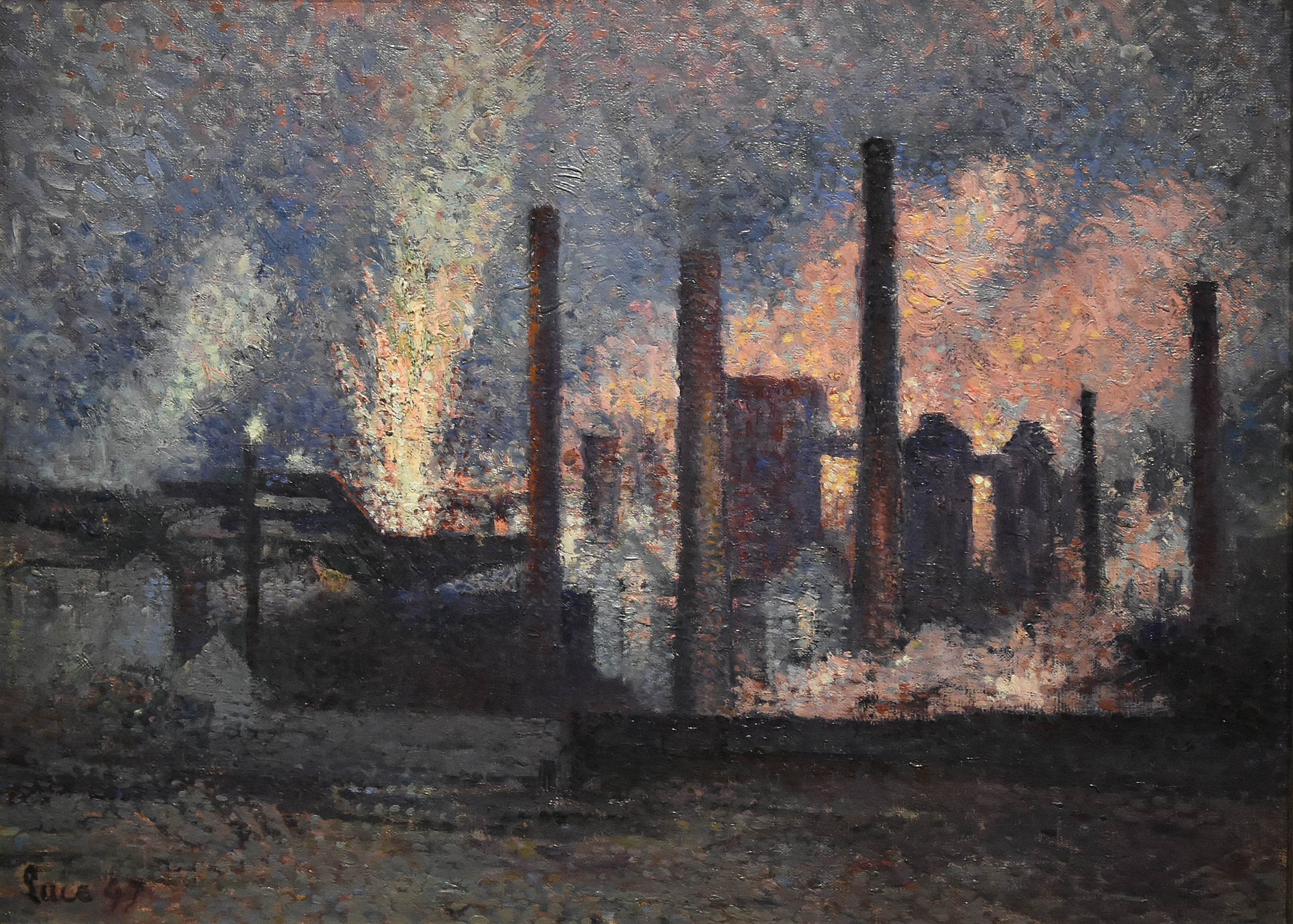
Fabrieken bij Charleroi, Musée d'Orsay